# Chic comunista
El chic comunista son elementos de la cultura popular como la moda y las mercancías basadas en los símbolos comunistas y otras cosas asociadas con el comunismo. Ejemplos típicos son las camisetas y otros recuerdos con la icónica foto del Che Guevara de Alberto Korda.
Las periodistas Christine Esche y Rosa Mossiah argumentan que en los antiguos países comunistas, el estilo comunista chic se origina en la decepción en la sociedad capitalista.
El periodista australiano Matthew Clayfield comenta que la "iconografía comunista" ha pasado del estado de propaganda comunista a mera mercancía dentro del sistema capitalista y que su popularidad habla de la calidad de la educación histórica.
El columnista Jeff Jacoby compara la indignación causada por el Príncipe Harry que usa una esvástica con la indiferencia hacia las figuras públicas que usan símbolos comunistas. Ofrece varias explicaciones, de las cuales cree que el factor más importante es la diferente visibilidad de los crímenes de los dos sistemas. Los crímenes nazis fueron ampliamente documentados y popularizados, mientras que la exposición pública de las atrocidades marxistas-leninistas es mucho menor.
La tendencia cobró cierto impulso con el 150 aniversario del Manifiesto Comunista en 1998. Ese año se lanzó una "Edición moderna" en la ciudad de Nueva York, y el experto en estilo Simon Doonan vio el libro como un accesorio de moda deseable independientemente de su contenido. Él argumenta que "la gente se está olvidando del Gulag y Stalin y las imágenes negativas ... podría ser hora de que regrese como estilo puro".